# Mesacmaea chloropsis
Mesacmaea chloropsis is een zeeanemonensoort uit de familie Haloclavidae. De anemoon komt uit het geslacht Mesacmaea. Mesacmaea chloropsis werd in 1864 voor het eerst wetenschappelijk beschreven door Agassiz in Verrill. 